# Stelechantha ziamaeana
Stelechantha ziamaeana là một loài thực vật có hoa trong họ Thiến thảo. Loài này được (Jacq.-Fél.) N.Hallé miêu tả khoa học đầu tiên năm 1964.